# Uriu
Uriu (węg. Felőr) – wieś w Rumunii, w okręgu Bistrița-Năsăud, w gminie Uriu. W 2011 roku liczyła 1260 mieszkańców.